# Тодорова, Хенриета
Хенриета Тодорова (25 февраля 1933 — 12 апреля 2015) — болгарский археолог, член-корреспондент Академии наук Болгарии, член-корреспондент Германского археологического института, исследовательница эпохи неолита и энеолита.

## Биография
Окончила Университет Яна Амоса Коменского в Братиславе по специальности «История и философия».
В 1964 г. защитила кандидатскую диссертацию в Археологическом институте Словацкой академии наук.
С 1967 года работала в Национальном институте-музее археологии Болгарской академии наук (1967 — старший научный сотрудник, 1978 — СНС 2-й степени, 1981 — 1-й степени).
В 1978 г. защитила в Болгарии докторскую диссертацию на тему «Энеолит Болгарии» (Каменно-медната епоха в България). Диссертация вышла отдельной книгой и является одним из наиболее часто цитируемых трудов по энеолиту на постсоциалистическом пространстве. С этого же года — член-корреспондент Немецкого археологического института в Берлине.
С 2004 г. — член-корреспондент Болгарской академии наук.
Ряд важных публикаций опубликован в сотрудничестве с сыном Иваном Вайсовым, также известным исследователем неолита и энеолита.
Хенриета Тодорова опубликовала на болгарском, английском, французском, немецком, итальянском и русском языках. Она опубликовала с именами: Хенриета Вайсова (Henrieta Vajsová), Хенриета Тодорова-Симеонова (Henrieta Todorova-Simeonova) и Хенриета Тодорова (Henrieta Todorova). Её научные интересы охватывают новый каменный век (неолитный), эненолит, бронзовый век, ранние средневековья, ранняя металлургия, изменение климата и их влияние на жизнь людей, доисторические общества и их преобразование как следствие культурных отношений и многое другое. Первооткрыватель это многие доисторические культуры в Болгарии, такие как: культуры, Сава, Овчарово, Полияница, Варна, культурный комплекс Коджадермен-Гумелница-Караново (КГК VI) и другие. Является Первооткрыватель самым ранним монохромным неолитом в северной Болгарии и переходный период от энеолита к бронзовому веку.
Читает курсы от лекций в Университете «Климент Охридски» в Софии, Новый болгарский университет в Софии и Университет «Св. Кирилл и Мефодий» в Велико Търново. Объясняет дюжину публичных лекций по продвижению акцепта болгарской до истории в Берлине, Франкфурте, Кельне, Гейдельберге и других городах Германии. Гостевой профессор в нескольких университетах: в 1988 году в Бонне (Германия); В 1990 году — в Хагетепе в Анкаре (Турция); в 1999—2000 гг. — в Фрайберге (Германия); В 2007—2008 — в Гейдельберге (Германия).
Хенриета Тодорова является участником многочисленных международных научных конгрессов, симпозиумов и конференций. Организатор — это три международных симпозиума в предыстории в Болгарии: в 1978 году — Pulpudaeva Praehistoricus — в Пловдиве; В 1988 году — Pontus Praehistoricus — в Добриче; В 2004 году — Strymon Praehistoricus — Kyustendil-Blagoevgrad-Seres-Amphipolis.
В 1984—1986 гг. она участвовала в болгарско-немецком проекте Садовец (проект Баварской академии наук). В 1993—1998 годах онa участвовалa в институтах Макса Планака в Майнце и Гейдельберге, чтобы исследовать самую раннюю металлургию в Болгарии. В 1993—2007 гг. Она была главой болгарской команды в болгарском-греческом проекте «Promachon-Topolnitsa»
Хенриета Тодорова также является главой редактором научной серии Durankulak — издание Германскава Археологического института в Берлине; журнал Добруджа до 2002 года; серии In the Steps of J.H. Gaul.

## Основные работы
Является автором около 150 статей и более десятка монографий, из которых наиболее известный:
- Тодорова Х. Энеолит Болгарии. София 1979, 116 с, 22 табл.
- Тодорова Х. Каменно-медната епоха в България. София: Наука и изкуство, 1986.
- Тодорова Х., Вайсов И. Новокаменната епоха в България. София: Наука и изкуство. 1993
- Todorova, H., Vajsov, I. Der kupferzeitliche Schmuck Bulgariens. Prähistorische Bronzefunde, 6, XX, 6, Franz Steiner Verlag, 2001
- Библиография